# Peter Cusack
Peter Cusack (* 1948 in London) ist ein britischer Musiker (Gitarre, Bouzouki) und Klangkünstler.

## Leben
Cusack studierte zunächst Biochemie an der University of Cambridge (Abschluss 1969) und Genetik an der University of Edinburgh (Diplom 1971), bevor er sich am Institut für Sonologie in Den Haag mit Komposition beschäftigte (1976). Seit 1978 gehörte er der Improvisationsgruppe Alterations (mit Steve Beresford, David Toop und Terry Day) an; Mitte der 1980er Jahre spielte er mit Alan Tomlinson, Clive Bell und Sylvya Hallett bei Kahondo Style Ethno-Jazz. Weiterhin arbeitete er mit Nic Collins, Chris Cutler, Max Eastley, Jon Rose, Evan Parker und Hugh Davies.
Im Zentrum seiner Arbeit, die neben Rundfunk- und CD-Produktionen in Auftritten und Performances, Vorträgen, Ausstellungen und Installationen kulminiert, steht seit mehr als 15 Jahren die menschengemachte Klangumwelt, die Cusack mit Denkmodellen der akustischen Ökologie analysiert. In seinem Projekt Favourite Sounds (seit 1998) identifizierte er die Lieblingsklänge der Bewohner großer Städte (London, 1998; Chicago, 2004; Peking, 2005; Manchester und Prag, 2008/09, Berlin 2013). Seine Sendereihe Vermilion Sounds zum Themenbereich Klangumwelt/Umweltklänge wurde zwischen 2001 und 2006 über den Londoner Radiosender ResonanceFM in über 50 Folgen ausgestrahlt. 2004 begann er die Projektreihe Sounds from Dangerous Places, wobei er Klänge aus Tschernobyl, den Ölfeldern von Baku oder Staudämmen in der Türkei dokumentierte und in Installationen an anderen Orten bzw. mit CDs und Begleitheften zugänglich machte. Cusacks Positive Soundscape Project (2006/09) befasste sich mit dem Einbezug von Klangumwelten in die Stadtplanung.
Cusack lehrte und arbeitete am London College of Communication und an der University of the Arts London.

## Diskographische Hinweise
- Sounds From Dangerous Places (ReR Megacorp, Berliner Künstlerprogramm des DAAD 2012)
- Baikal Ice (Spring 2003) (RER Megacorp / IODA 2004)
- Your Favourite London Sounds 1998–2001 (Resonance 2002)
- Peter Cusack, Max Eastley, Day For Night (Paradigm 2000)
- The Horse Was Alive, The Cow Was Dead (London Musicians’ Collective 2000)
- Peter Cusack & Viv Corringham Operet (Review Records 2000)
- Where is the Green Parrot? (RER Megacorp / IODA 1999)
- Alterations Voila Enough! 1979–1981 (Atavistic)
- After Being in Holland for Two Years (Bead Records 1977)